# Agneau en chilindrón

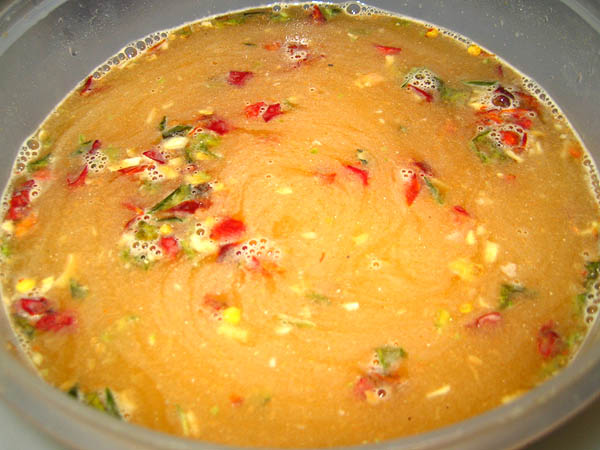
Cordero al chilindrón dans une sorte de bouillon.

L'agneau en chilindrón (parfois appelé chilindrón de cordero) est un des mets typiques de la cuisine d'Aragon, de Navarre, de La Rioja et de quelques régions du Pays basque (où on l'appelle txilidron). Il s'agit d'un étouffé de viande d'agneau en sauce tomate et légumes servi chaud. Sa consommation traditionnelle est liée au printemps, mais on peut le déguster tout au long de l'année.

## Caractéristiques
Le principal arôme de ce mets vient de l'emploi de poivrons[Lesquels ?] et du poivron choricero. Pour réaliser la recette, on utilise généralement la cuisse de l'agneau. La préparation avec le chilindrón est une préparation typique sous forme de sauce de la partie du nord-est de la cuisine de la péninsule ibérique (Aragon, Navarre et Pays basque).
Son emploi donne lieu à des mets avec la dénomination « au chilindrón », les principaux étant : l'agneau au chilindrón et le poulet au chilindrón. On utilise généralement des légumes de couleur rouge comme la tomate et le poivron. Cela suscite parmi les experts un débat sur le fait d'ajouter ou non de la sauce tomate.
On utilise de l'agneau ou du chevreau mais certains préfèrent le poulet.
Le cordero en chilindrón est plus ou moins équivalent à un ragoût élaboré avec des tomates, des poivrons et de l'oignon. Il est habituellement accompagné de pommes de terre et servi très chaud dans une cazuela.

## Curiosité
- Ernest Hemingway indique ce mets comme un de ses préférés durant son séjour en Espagne[4].